# Бреверн, Герман фон
Герман фон Бреверн (20 июля 1663, Рига, Шведская Ливония — 3 июля 1721, Санкт-Петербург) — действительный статский советник, вице-президент юстиц-коллегии.
Сын рижского суперинтенданта и известного богослова Иоанна Бреверна. Воспитание получил в рижских соборной школе и гимназии и в высшем училище в Альтдорфе, где доказал свои способности диссертацией «De symbolо heroico». Затем слушал некоторое время лекции в Йенском университете, объехал несколько мелких княжеских германских дворов, посетил Вену, через Венгрию, Италию и Францию добрался до Голландии и через Голштинию, Мекленбург, Померанию и Пруссию вернулся в 1691 г. в Ригу.
Здесь он занимал судебные должности: с 1693 г. асессора при земском суде, с 1696 г. председательствующего в бург-герихте, а с 1701 г. члена в гоф-герихте. 5 октября 1694 г. Иоанн Бреверн исходатайствовал у Карла XI патент на возведение в дворянство своего сына Германа, с видоизменением фамилии в «фон Бреверн». Некоторое время после этого Герман фон Бреверн исправлял должность наместника Лифляндии, затем временно выселился с семьею в Любек, а по присоединении Лифляндии к России был в 1711 г. Петром Великим назначен на должность вице-президента лифляндского гоф-герихта.
В 1717 г. Бреверн был произведен в чин действительного статского советника и, с сохранением прежней должности, назначен вице-президентом государственной юстиц-коллегии в С.-Петербурге; он же юстиц-коллегию и устраивал, совместно с юстиц-ратом Сигизмундом Адамом фон Вольфом. Человек весьма достойный, честный и опытный администратор, Бреверн пользовался большим доверием Императора Петра І. Умер он в С.-Петербурге, а останки его перевезены и похоронены в Риге. В истории литературы Бреверн известен сочинениями, посвященными истории и местному лифляндскому праву; извлечения из них напечатаны в Bunge’s Archiv. Там же напечатана и автобиография Бреверна.